# Église Saint-Éloi de Vauvillers
L'église Saint-Éloi est une église catholique située à Vauvillers, dans le département de la Somme, à l'est d'Amiens, en France.

## Historique
La construction de l'église saint Éloi actuelle remonte pour partie à la fin du XIIe siècle. Elle a été remaniée à la période gothique, aux XVIe, XVIIe et XVIIIe siècles.
Le roi Henri V d'Angleterre s'est arrêté à l'église de Vauvillers, en 1415, avant de se rendre à la Bataille d'Azincourt.
La Première Guerre mondiale l'a épargnée mais il fallut refaire une partie du mobilier et les verrières.
L'édifice a été inscrit au titre des monuments historiques en 1926 et 2002.

## Caractéristiques

### Une architecture composite
Les éléments les plus anciens de la construction remontent à l'époque romane: 
- tour de la croisée du transept,
- bras du transept de la fin du XIIe siècle.

Des remaniements ont été effectués à l'époque gothique et à la Renaissance :
- voûtes du chœur de style gothique et chevet de style gothique flamboyant
- croisée du transept au XVIe siècle
- La nef et les bas-côtés sont du XVIIe siècle,
- Le clocher des XVIIe ou XVIIIe siècles.

### Décoration et mobilier
- Fonts baptismaux du XIIIe siècle;
- Statues en bois polychrome dont :
  - Saint Éloi  (XVIIIe siècle) et
  - Christ (XVIIIe siècle)[2]

### Vitraux
Les vitraux ont été refaits dans l'entre-deux-guerres par Georges Tembouret, maître-verrier à Amiens.

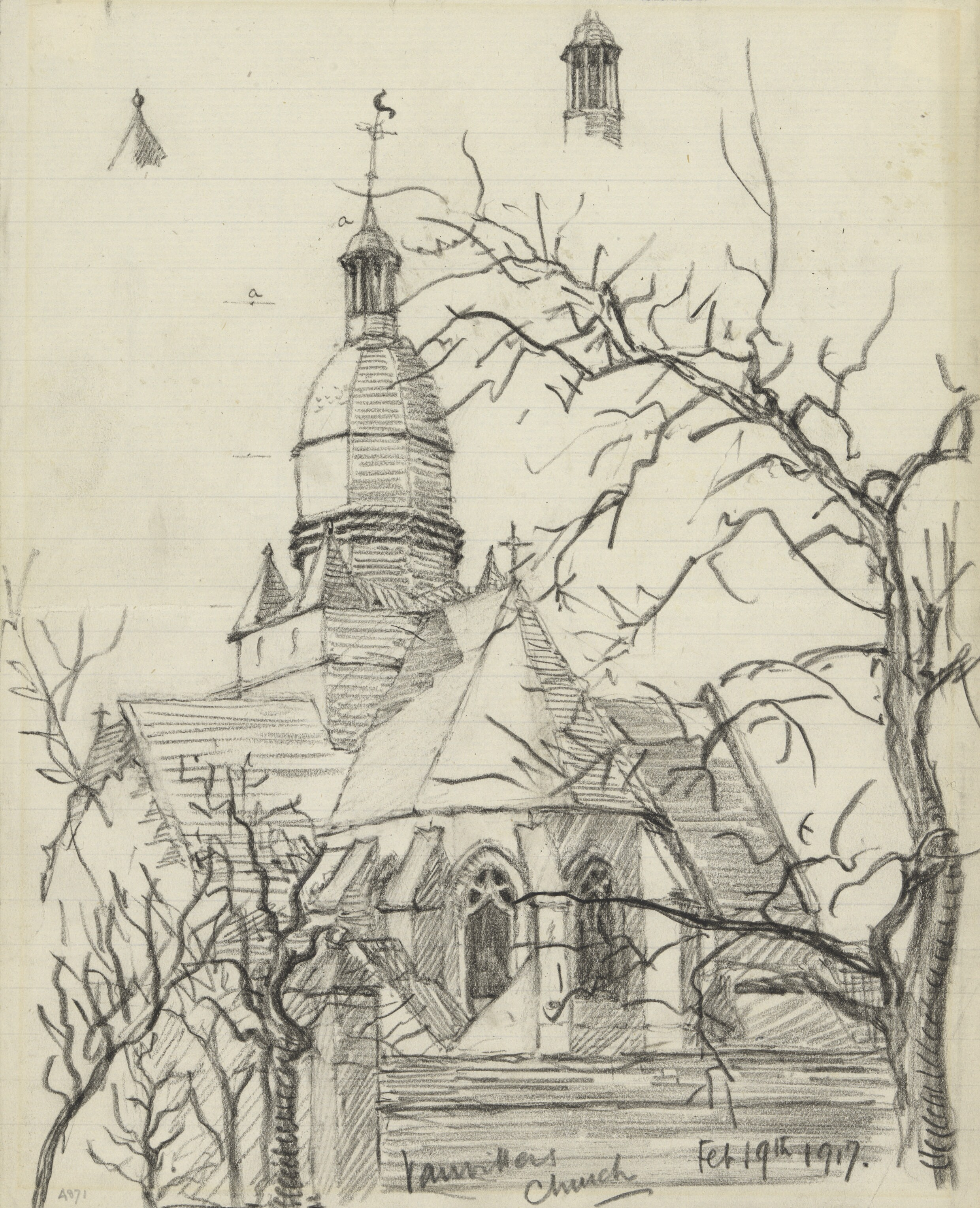
L'église en février 1917
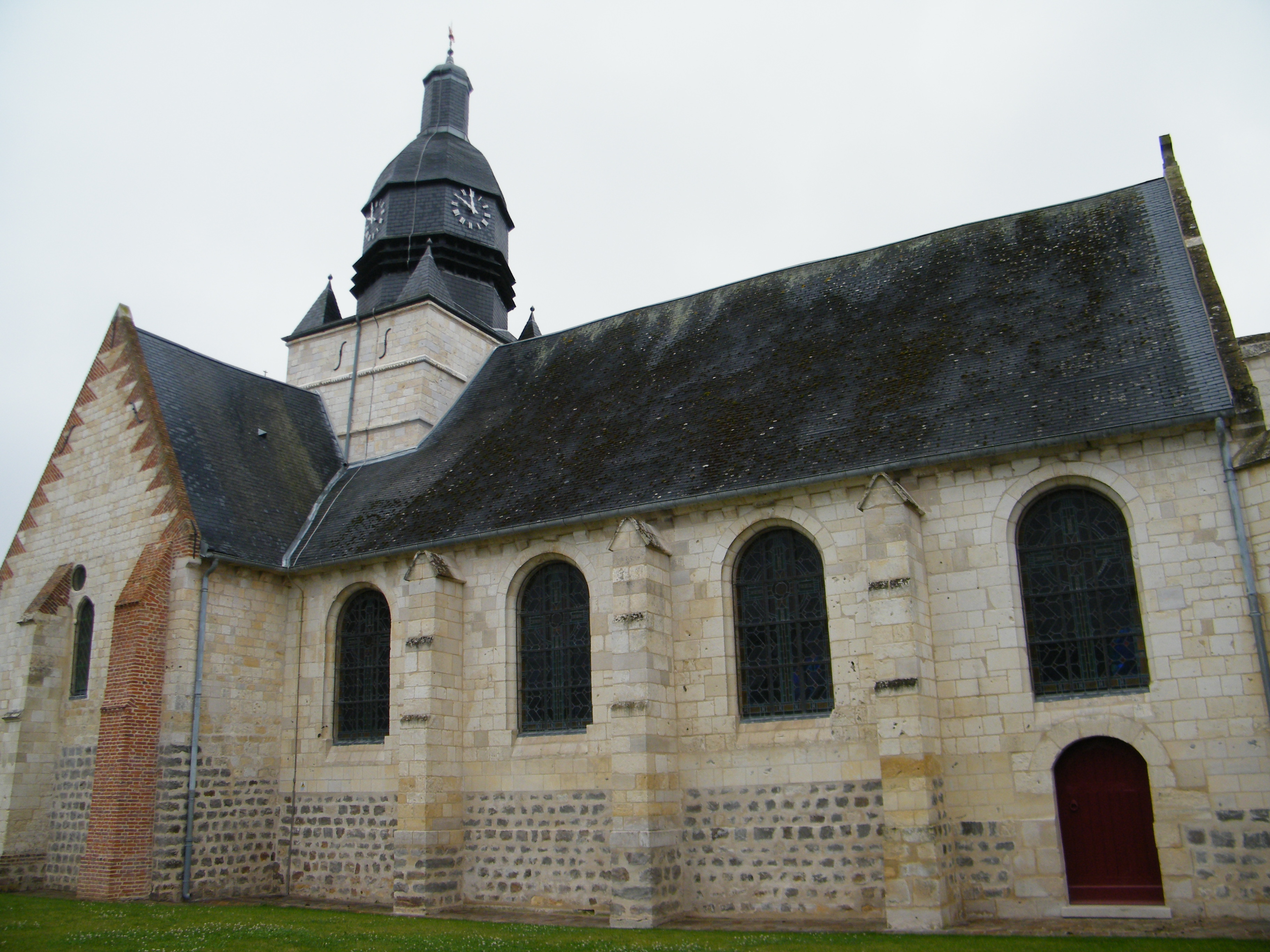
Côté nord de l'église
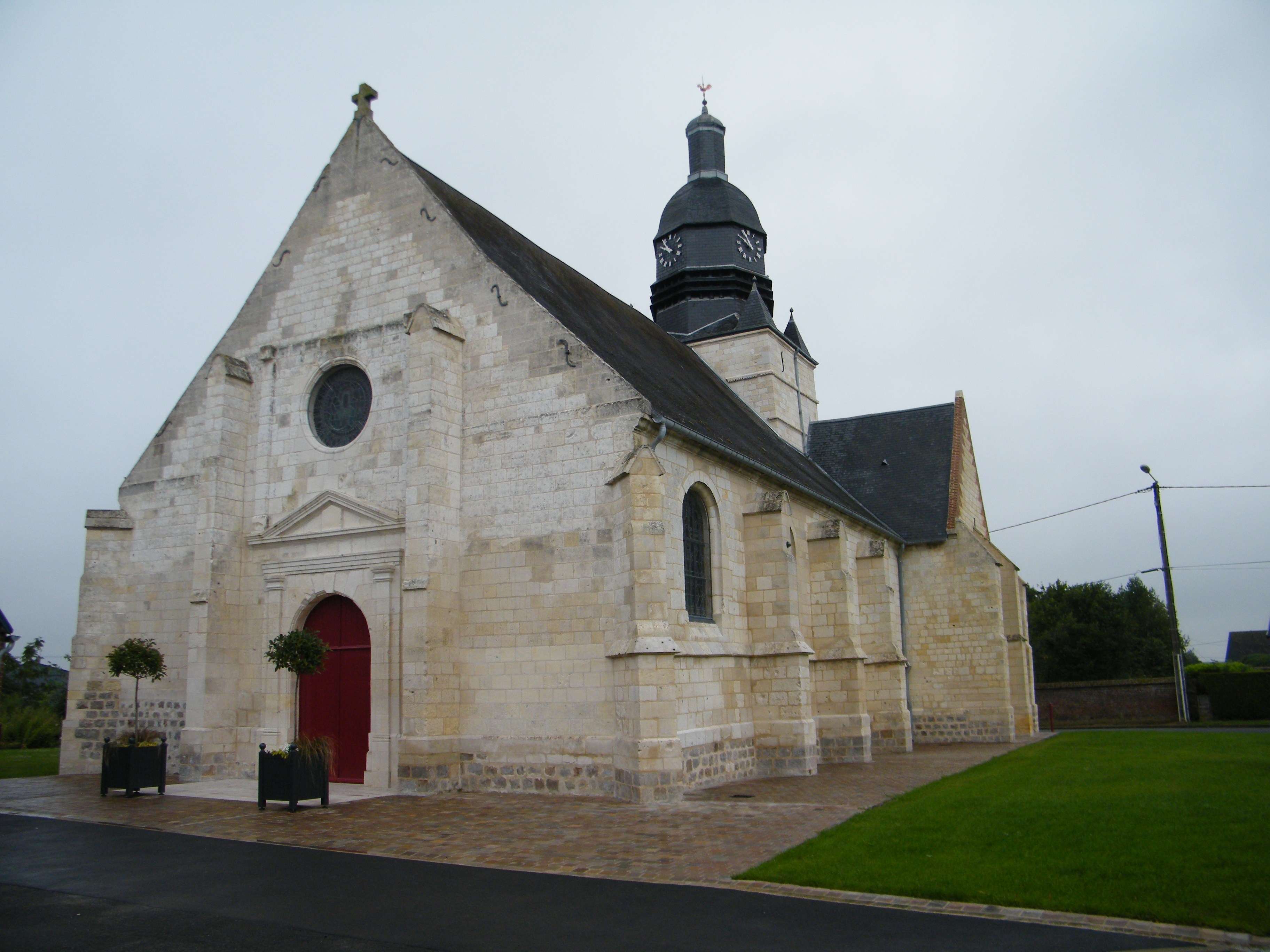
Portail de l'église